# Natrotitanita
La natrotitanita es un mineral de la clase de los silicatos, que pertenece al grupo de la titanita. Recibe su nombre por su contenido en sodio y su relación con la titanita.

## Características químicas
La natrotitanita es un silicato de fórmula química (Na0,5Y0,5)TiO(SiO4), en el que pequeñas cantidades de tierras raras pueden reemplazar el itrio (Y). Fue aprobada como especie válida por la Asociación Mineralógica Internacional en 2011. Cristaliza en el sistema monoclínico.
Según la clasificación de Nickel-Strunz, la natrotitanita pertenece a "09.AG: Estructuras de nesosilicatos (tetraedros aislados) con aniones adicionales; cationes en coordinación> [6] +- [6]" junto con los siguientes minerales: abswurmbachita, braunita, neltnerita, braunita-II, langbanita, malayaita, titanita, vanadomalayaita, cerita-(Ce), cerita-(La), aluminocerita-(Ce), trimounsita-(Y), yftisita-(Y), sitinakita, kittatinnyita, natisita , paranatisita, tornebohmita-(Ce), tornebohmita-(La), kuliokita-(y), chantalita, mozartita, vuagnatita, hatrurita, jasmundita, afwillita, bultfonteinita, zoltaiita y tranquillityita.

## Formación y yacimientos
Fue descubierta en el macizo Verkhnee Espe, que forma parte de los montes Akzhaylyautas, en la cordillera Tarbagatai (Provincia de Kazajistán Oriental, Kazajistán). Se trata del único lugar del planeta donde ha sido descrita esta especie mineral.